# Ferenc Baksa
Ferenc Baksa (...) è un giocatore di football americano ungherese che gioca nel ruolo di kicker per i Fehérvár Enthroners.